# Pierre-Buffière
Pierre-Buffière is een gemeente in het Franse departement Haute-Vienne (regio Nouvelle-Aquitaine) en telt 1106 inwoners (1999). De plaats maakt deel uit van het arrondissement Limoges.

## Geografie
De oppervlakte van Pierre-Buffière bedraagt 5,8 km², de bevolkingsdichtheid is 190,7 inwoners per km².

## Verkeer en vervoer
In de gemeente ligt spoorwegstation Pierre-Buffière.
De onderstaande kaart toont de ligging van Pierre-Buffière met de belangrijkste infrastructuur en aangrenzende gemeenten.

## Demografie
Onderstaande figuur toont het verloop van het inwonertal (bron: INSEE-tellingen).